# Danilo Amerio
Danilo Amerio (Asti, 30 giugno 1963) è un cantautore italiano.

## Biografia
Il primo grande successo è in qualità d'autore nel 1990 per Anna Oxa, infatti scrive il brano Donna con te, con cui la Oxa partecipa a Sanremo di quell'anno arrivando quarta, riscuotendo un grande successo di critica e di pubblico. Ha lavorato come corista, produttore e autore per Mia Martini, Jovanotti, Raf, Umberto Tozzi, Marco Masini, Giorgio Faletti per il quale produce il brano “Signor Tenente” arrivato al secondo posto del Festival di Sanremo nel 1994.
L'album d'esordio di Danilo Amerio, in seguito alla sua partecipazione al Cantagiro con il brano Buttami via, risale al 1992 e si chiama Lato latino.
Nel 1993 arriva sesto a Sanremo con Mietta e I Ragazzi di Via Meda con il brano Figli di chi.
Nel 1994 esce l'album Danilo Amerio, album che contiene la canzone di grande successo Quelli come noi, brano con cui arriva terzo a Sanremo 1994 nella sezione nuove proposte.
Nel 1995 esce l'album Bisogno d'amore, in seguito alla partecipazione a Sanremo nella sezione Campioni con la canzone Bisogno d'amore, con cui si classificherà sesto.
Nel 1999 torna con l'album Fidati del tuo cuore.
Nel 2002 esce l'album Ali digitali.
Sempre nel 2002 scrive e interpreta con Pierangelo Bertoli la canzone 301 guerre fa contenuta nell'omonimo album del cantautore.
Nel 2008 scrive per Little Tony la canzone Non finisce qui, con il quale il cantante parteciperà a Sanremo 2008 arrivando nono.
Nel 2009 pubblica una nuova versione dell'album Ali digitali.
Nel 2011 torna con un nuovo album dal titolo L'amore ha un altro colore.
Nel 2024 partecipa come concorrente alla terza puntata del Talent show The Voice Senior entrando nella squadra di Gigi D'Alessio, dove verrà eliminato nella puntata del 22 marzo.

## Discografia

### Album in studio
- 1992 – Lato latino
- 1994 – Danilo Amerio
- 1995 – Bisogno d'amore
- 1999 – Fidati del tuo cuore
- 2009 – Ali digitali
- 2011 – L'amore ha un altro colore